# Lamprocryptus gracilis
Lamprocryptus gracilis är en stekelart som beskrevs av Otto Schmiedeknecht 1908. Lamprocryptus gracilis ingår i släktet Lamprocryptus och familjen brokparasitsteklar. Inga underarter finns listade i Catalogue of Life.